# José Correia da Serra

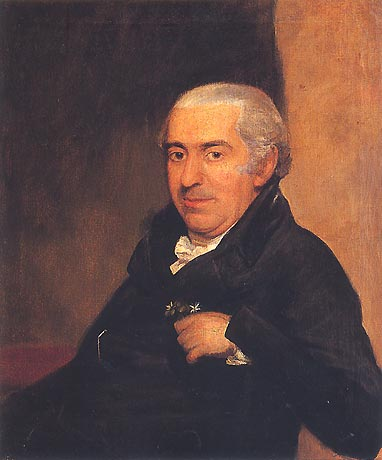
José Correia da Serra

José Francisco Correia da Serra, auch Corrêa da Serra, (* 6. Juni 1750 in Serpa; † 11. September 1823 in Caldas da Rainha) war ein portugiesischer Geistlicher, Gelehrter, Diplomat und Botaniker. Sein offizielles botanisches Autorenkürzel lautet „Corrêa“.

## Leben und Wirken
Correia da Serra studierte Theologie in Rom und wurde dort zum Priester geweiht. Ab 1777 war er in Lissabon, wo er unter Patronage des Herzogs von Alafoés, dem Onkel von Maria I., war und 1779 einer der Gründer der Akademie der Wissenschaften war. Er war ständiger Sekretär der Akademie und durfte deren Verhandlungen ohne Zensur veröffentlichen, was ihn in Konflikt mit der Kirche brachte. Aus politischen Gründen floh er 1786 nach Frankreich, kehrte nach dem Tod von Peter III. wieder zurück, ging aber bald darauf wieder aus politischen Gründen (er hatte einem französischen Girondisten Unterschlupf im Palast des Herzogs von Alafoés gewährt) außer Landes nach London. Hier wurde er durch Sir Joseph Banks gefördert und in die Royal Society aufgenommen. 1797 wurde er Mitglied der Königlich Schwedischen Akademie der Wissenschaften und im selben Jahr Sekretär der portugiesischen Botschaft in London. Nach Streit mit dem Botschafter ging er 1802 nach Paris. 1813 ging er nach New York und traf auch Thomas Jefferson auf dessen Gut Monticello. 1815 wurde er korrespondierendes Mitglied der Göttinger Akademie der Wissenschaften und auswärtiges Mitglied der American Academy of Arts and Sciences. 1816 wurde er portugiesischer Botschafter in Washington D.C. 1820 ging er wieder nach Portugal, wo er im Finanzrat war und Mitglied des Cortes.
Er war Herausgeber von Dokumenten zur portugiesischen Geschichte (Colecção de livros inéditos da história Portuguesa, 4 Bände, 1790 bis 1816).

## Ehrungen
Correia da Serra erstbeschrieb die Bengalische Quitte (Aegle marmelos) und ihm zu Ehren ist die Gattung Correa aus der Familie der Rautengewächse (Rutaceae) benannt.